# Jan Witaszek
Jan Witaszek (ur. 25 lutego 1905 w Woli Szczucińskiej, zm. 16 września 1965 w Rabce) – polski nauczyciel i działacz ruchu ludowego, poseł do Krajowej Rady Narodowej (1945–1947) oraz do Sejmu Ustawodawczego (1947–1950).

## Życiorys
Pochodził z rodziny chłopskiej. W 1926 ukończył gimnazjum w Tarnowie, a w 1932 Wydział Filozoficzny i Studium Pedagogiczne Uniwersytetu Jagiellońskiego. Od 1925 działacz Małopolskiego Związku Młodzieży przy Towarzystwie Rolniczym, prowadził kursy i organizował koła młodzieży w powiecie dąbrowskim. W latach 1926–1930 skarbnik, następnie wiceprezes Akademickiego Koła Towarzystwa Szkoły Ludowej, od 1930 wiceprezes Zarządu Polskiej Akademickiej Młodzieży Ludowej w Krakowie. Od 1931 członek Stronnictwa Ludowego, organizował prace Komisji Gospodarczej przy Zarządzie Wojewódzkim SL w Krakowie. Po ukończeniu w 1932 studiów na Wydziale Filozoficznym Uniwersytetu Jagiellońskiego i Studium Pedagogicznego pracował jako nauczyciel matematyki. W latach 1931–1935 był redaktorem ludowego „Znicza”, w latach 1935–1937 prezesem Wojewódzkiego Zarządu Związku Młodzieży Wiejskiej „Spółdzielnia Oświatowa” w Krakowie, a w latach 1937–1939 prezesem Rady Nadzorczej związku. Współorganizował strajki chłopskie w 1932 i 1937 w powiatach olkuskim i chrzanowskim, trzykrotnie aresztowany przez policję za działalność polityczną. 
W czasie II wojny światowej zasiadał w tzw. trójce wojewódzkiej SL „Roch” w Krakowie. Był członkiem Komisji Gospodarczej Centralnego Kierownictwa Ruchu Ludowego. Aresztowany przez Gestapo w 1943, zbiegł w sierpniu 1944, ponownie więziony do końca września 1944 w obozie w Płaszowie.
W sierpniu 1945 objął funkcję sekretarza naczelnego Tymczasowego Naczelnego Komitetu Wykonawczego Polskiego Stronnictwa Ludowego, we wrześniu 1945 wybrany na wiceprezesa Zarządu Wojewódzkiego PSL w Krakowie. W latach 1946–1947 był również członkiem NKW i Rady Naczelnej partii.
W 1945 dokooptowany w skład Krajowej Rady Narodowej, pełnił również obowiązki radnego Wojewódzkiej Rady Narodowej. W 1947 wybrany na posła do Sejmu Ustawodawczego z okręgu Kraków. W 1950 uciekł przed aresztowaniem przez funkcjonariuszy Ministerstwa Bezpieczeństwa Publicznego, ukrywał się w górach. Został pozbawiony przez Sejm mandatu poselskiego. W 1956 przystąpił do Zjednoczonego Stronnictwa Ludowego, gdzie od 1957 zasiadał w Komisji Historycznej przy WK ZSL w Krakowie. W latach 1957–1960 uczył także w krakowskich szkołach średnich, a w latach 1961–1964 pracował jako starszy ekonomista w Przedsiębiorstwie Budowlanym w Krakowie.
Poślubił Katarzynę z Gajochów, również działaczkę ludową, nauczycielkę głuchoniemych, autorkę wielu artykułów o ruchu ludowym.
Pochowany na cmentarzu Rakowickim w Krakowie (kwatera Ł-płn.-1). 

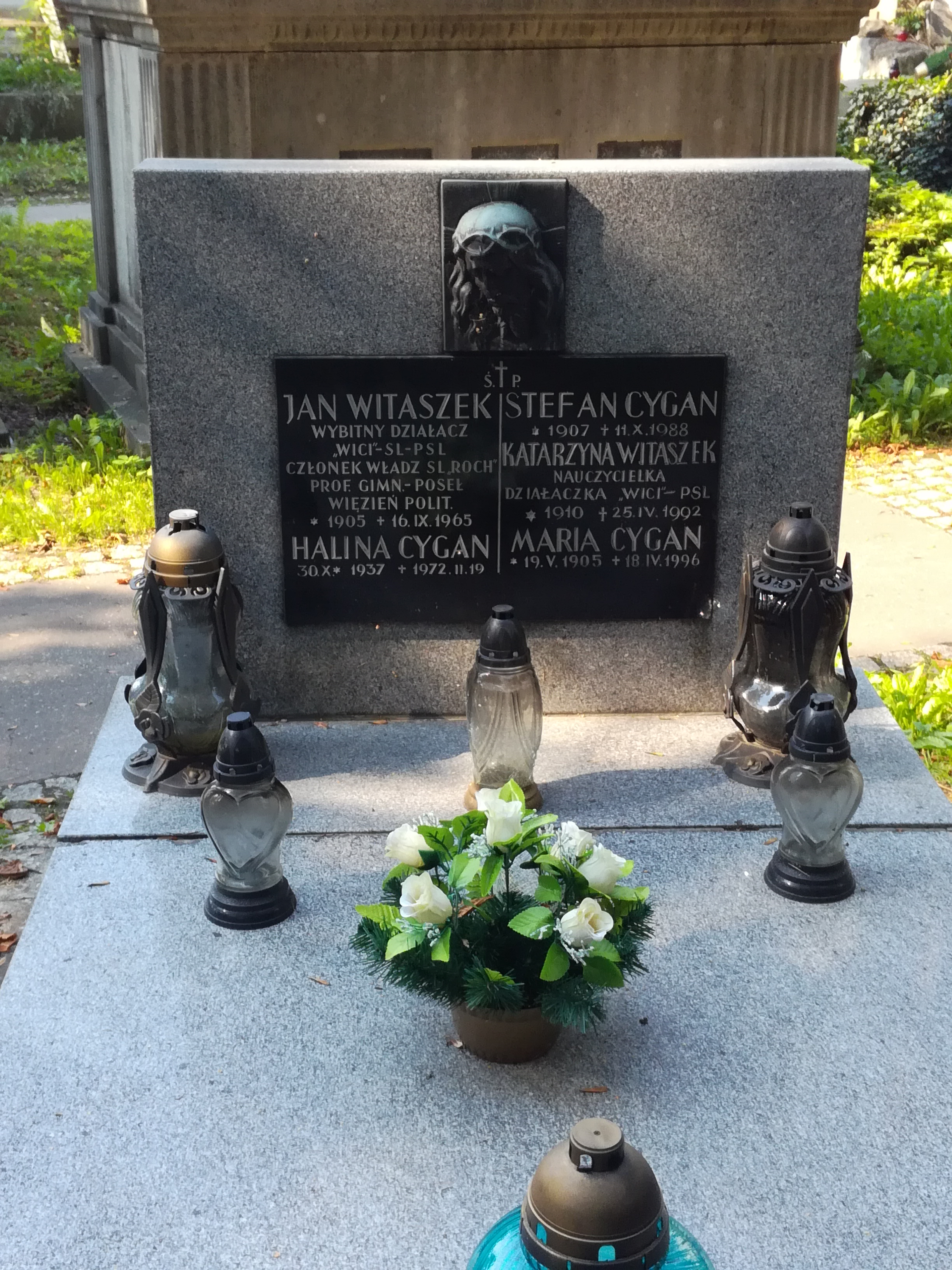
Grób Jana Witaszka na cmentarzu Rakowickim